# Jorge Herrera Delgado
Jorge Herrera Delgado (Victoria de Durango, 16 de agosto de 1961 - ibídem, 24 de noviembre de 2014) fue un político mexicano, miembro del Partido Revolucionario Institucional e ingeniero industrial egresado del Instituto Tecnológico de Durango (ITD). Fundador de la emisora XHITD Estéreo Tecnológico en Durango. Fue presidente municipal de Durango durante el periodo 2004-2007, y dos veces diputado local en el H. Congreso del Estado de Durango. Fue nombrado por el gobernador Jorge Herrera Caldera secretario de Educación en el Estado de Durango  del 15 de septiembre de 2010 al 7 de febrero de 2012.
Diputado federal por el cuarto distrito de Durango en la LXII Legislatura del Congreso de la Unión de México (2012-2015). Perteneció a las Comisiones Legislativas de Desarrollo Urbano y Ordenamiento Territorial (Presidente), Hacienda y Crédito Público (Secretario) y Educación Pública y Servicios Educativos.
El 15 de abril de 2014 fue Delegado del Comité Ejecutivo Nacional del PRI en Sonora.
Falleció el 24 de noviembre de 2014 en la ciudad de Durango, a causa de cáncer de páncreas.

## Cargos importantes
- 1990 Director Fundador de XHITD-FM 92.1 MHz Estéreo Tecnológico[6]
- 1992 Subsecretario de Acción Electoral y Asesor de Medios del Consejo Directivo Estatal del PRI.
- 1998 Consejo Político Municipal PRI.
- 1998-2000 Director general del Sistema Descentralizado de Agua Potable y Alcantarillado de la Ciudad de Durango (SIDEAPA)
- 2000 Vicepresidente de la Sociedad Mexicana de Ingenieros-CNOP.
- 2001 Miembro del Consejo Político Estatal del PRI.
- 2001-2004 Diputado local por el II Distrito.
- 2004-2007 Presidente Municipal de Durango donde fue: 2005 Subtesorero de la Federación Nacional de Municipios de México.
- 2005-2006 Presidente de la Subred Mexicana del Centro Iberoamericano de Desarrollo Estratégico Urbano electo en la República Dominicana.
- 2006 Vicepresidente del Centro Iberoamericano de Desarrollo Estratégico Urbano electo en Colombia.
- 2007 Presidente del Centro Iberoamericano de Desarrollo Estratégico Urbano electo en Durango, México.
- 2007 Presidente de la Red Nacional de Municipios por la Transparencia de la Federación Nacional de Municipio de México, vicepresidente de Desarrollo Estratégico Urbano de la Federación Nacional de Municipios de México.
- 2007-2010 diputado local por el 5 Distrito y presidente la Gran Comisión del Congreso del Estado de Durango.
- 2010 secretario de Educación del Estado de Durango.
- 2012-2014 diputado federal por el IV Distrito.

## Cargos de elección popular

### Diputado local LXII Legislatura (2001-2004)
En el año 2001 fue elegido como diputado local propietario por mayoría relativa en el segundo distrito para la LXII Legislatura 2001-2004 del H. Congreso del Estado de Durango.
Durante el periodo de ésta legislatura presidió la Comisión de Ecología y fungió como Vocal de las Comisiones de Gobernación, de Seguridad Pública, de Vivienda, de Educación Pública, de Trabajo, Previsión y Seguridad Social, y de Asuntos de Familia y Menores de Edad.

### Presidente municipal de Durango (2004-2007)
Electo como Alcalde de Durango en el proceso electoral del año 2004. Administración en la cual trabajo a través de siete ejes estratégicos para lograr un municipio plural, eficiente, ciudadanizado y transparente. Las principales políticas públicas ejercidas durante su mandato fueron el fomento a la participación ciudadana por medio de una integración y actualización del padrón de las organizaciones de la sociedad civil, la creación del Premio a la Innovación Gubernamental, el establecimiento de acciones de asistencia social a los grupos vulnerables, la realización de foros de consulta ciudadana. La realización de obras que verdaderamente tomaran en cuenta las necesidades de las comunidades.

### Diputado local LXIV Legislatura (2007-2010)
Fue elegido como diputado local por mayoría relativa para la LXIV Legislatura del H. Congreso del Estado de Durango en el año 2007. Desempeñó el cargo de Presidente de la Gran Comisión y de la Comisión de Vigilancia de la Contaduría Mayor de Hacienda. Además fue Vocal de la Comisión de Desarrollo Urbano y Obras Públicas.

### Diputado federal LXII Legislatura (2012-2015)
Diputado federal electo por mayoría relativa por el 4.º distrito de Durango en las elecciones federales del primero de julio de 2012 donde también se disputaron las elecciones presidenciales. Forma parte de las comisiones ordinarias de la LXII Legislatura como Presidente de la Comisión de Desarrollo Urbano y Ordenamiento Territorial, como parte de la secretaría de la Comisión de Hacienda y Crédito Público e integrante de la Comisión de Educación Pública y Servicios Educativos y de la Comisión Especial de Fortalecimiento a la Educación Superior y la Capacitación para Impulsar el Desarrollo y la Competitividad.

### Principales propuestas como candidato a diputado federal
- Seguro de desempleo.[11]
- Transparencia y la Rendición de cuentas.
- Reformas del Estado y la Política: revocación de mandato, referéndum y plebiscito.[12]
- Educación de Calidad.

## Reconocimientos
Primer Premio de Acceso a la Información en la categoría de Servidores Públicos por la Fundación Konrad-Adenauer Stiftung (KAS) y Libertad de Información México, A. C. (LIMAC) en el año 2005.
El 13 de noviembre de 2014 fue reconocido por la Asociación Nacional de Locutores de México con el Premio Nacional de Locución el cual fue entregado en el evento denominado "Honor a quien honor merece" en el World Trade Center de la Ciudad de México.